# Кумановска битка
Кумановска битка (тур. Kumanova Muharebesi) вођена је у току Првог балканског рата, 23. и 24. октобра 1912. године у близини Куманова, између српске и турске војске.
Битка код Куманова била је битка у сусрету, јер су обе војске јуриле једна према другој. Због јаче концентрације српских трупа, иницијативе и храбрости војника и официра Прве српске армије, напад је одбијен, а битка добијена изненада. Турска Вардарска армија била је разбијена и повукла се ка Скопљу, Штипу и Велесу.
Велика победа код Куманова била је прва српска победа у Првом балканском рату и означила је скори крај турске владавине на Балкану.
Српска војска је после више од 500 година поново овладала Косовом, а после Кумановске битке ушла је и у Скопље, престоницу Српског царства из 14. века.

## Увод
Увиђајући стратегијску важност Овчег поља, висоравни источно од Скопља, начелник штаба Врховне команде српске војске генерал Радомир Путник и његов помоћник пуковник Живојин Мишић, сматрали су да би се ту могла одиграти главна битка између српске и турске војске. Због тога су наредили Првој српској армији да у што краћем року, у продирању ка југу, спречи концентрацију турских главних снага на Овчем пољу. У покрету ка Овчем пољу Прва армија се задржала на положајима северно од Куманова, очекујући долазак Треће српске армије са Косова.
Турска Вардарска армија кретала се ка Кумановској висији, с намером да српску војску што више задржи испред Овчег поља, где је намеравала да води одсудну битку. Услед претпоставке да ће главне турске снаге бити на Овчем пољу и услед одсуства извиђања, Прва српска армије неочекивано је ушла у битку после изненадног напада турске Вардарске армије на положаје код Куманова 23. октобра.Турска Вардарска армија имала је изврсне положаје и утврђења пред Кумановом. Зеки-паша је свој штаб сместио прво у Велес, а потом у село Орашац, иза деснокрилних турских дивизија, како би могао да из непосредне близине прати и руководи ратним операцијама.Штаб српске Прве армије био је смештен у селу Биљачу. Током Кумановске битке краљ Петар I Карађорђевић налазио се у Врању, одакле је пратио ратне операције. Он је такође обилазио болнице са рањеницима, Врховну команду, положаје трупа у близини.

## 23. октобар
Јутро 23. октобра је било магловито и није било могуће квалитетно извиђање. На српском левом крилу извиђачи су приметили покрете 17. низамске дивизије, али су их погрешно идентификовали као турску батерију која се повлачи из села Страцина. Трупе 18. пука Дунавске дивизије првог позива које су кренуле да их заробе су потиснуте, као и извиђачи Коњичке дивизије.
Када је приметио српско повлачење, Зеки-паша је закључио да је српско лево крило слабо. Пошто Друга армија није деловала из правца Страцина, одлучио је да нападне. Пети и Шести корпус је у 11:00, уз артиљеријску подршку, напао положаје Дунавске дивизије првог позива. Ускоро су 13. и 17. низамска дивизија натерале 18. пук на хаотично повлачење, али уместо да настави са нападом, Зеки-паша је чекао на долазак Штипске редифске дивизије из позадине, изгубивши иницијативу и омогућивши растројеним батаљонима Дунавске дивизије првог позива да се среде и организују одбрану. То је омогућило српском 7. пуку да притекне у помоћ угроженом 18. пуку и консолидује одбрану. Убрзо је на бојиште стигао српски 8. пук, што је омогућило 7. пуку да на левом крилу ојача одбрану Сртевице коју је нападала Штипска редифска дивизија. На десном крилу Дунавске дивизије првог позива њен 9. пук је зауставио напредовање ослабљене Битољске редифске дивизије.
Око 12:00, Седми корпус је почео да напада положаје Моравске дивизије првог позива. Српска пешадија и артиљерија је већ била распоређена за борбу, јер је артиљеријска ватра са истока указивала да је битка почела. После првобитног турског продора, српске снаге су кренуле у контранапад и вратиле их на полазне положаје. После тога, турске снаге су остатак дана биле задржаване добро организованом српском артиљеријском паљбом.
Српске јединице другог ешалона (Дунавска дивизија другог позива иза Дунавске дивизије првог позива, и Тимочка дивизија другог позива на десном крилу, иза Моравске дивизије првог позива) и армијска артиљерија нису били обавештени о овим сукобима. Они су остали у позадини и нису учествовали у првом дану битке. Дринска дивизија првог позива, која се налазила на Никуљанским висовима, у центру армијског положаја није учествовала у борби, с обзиром да су Турци нападали армијска крила. Само је њена артиљерија помагала одбрану 9. пука, на десном крилу Дунавске дивизије првог позива. Команда Прве армије није имала тачне информације о бици и није утицала на њу. И поред тога, напад турске војске од 23. октобра није био успешан.
Иако вођена без плана и без утицаја команде армије, која никада није имала везу са дивизијама, одбрана је успела да одбије напад надмоћнијих снага непријатеља захваљујући крајњем пожртвовању трупа и нижих старешина, посебно Дунавске дивизије првог позива, која је поднела највећи терет битке и претрпела тешке губитке.
Главне борбе вођене су за село Младо Нагоричане, између Слатине и реке Пчиње. У борбама је учествовао осми пук, предвођен потпуковником Симеуном Јовановићем са ађутантом капетаном Драгићевићем. Потпуковник Јовановић је наредио осмом пуку да се развије у стрељачки строј, иако су Срби били на брисаном простору у равници док су Турци били укопани на висовима. Током борби погинуо је капетан Миливоје Крстић.Током борби се истакло и митраљеско одељење,са поручником Александром Антићем, као и резервни потпоручници Бора Пеливановић и Дарко Рибникар, који је тога дана лако рањен у руку. Следећег јутра пук је послат да заузме положај Мачија Глава. Војници су такође морали да изнесу топове на рукама на висове око Нагоричана.

## 24. октобар
Команда Прве српске армије није била свесна стратешке ситуације на бојишту, и даље сматрајући да се већина турске војске налази на Овче пољу. Претпостављали су да су турске снаге северно од Куманова само претходница и стога су наредили својим снагама да наставе напредовање ка југу. После поноћи добили су извештај Дунавске дивизије првог позива да су их напале јаке непријатељске снаге и да су претрпели тешке губитке. Тада је било превише касно да се мењају претходна наређења.
На турској страни, Зеки-паша је одлучио да настави са нападом надајући се да ће његове трупе моћи да остваре победу до сутрадан.
Турски напад је почео око 5:30 са њиховог десног крила. Шести корпус је требало да веже што више српских снага нападајући их спреда, док је Штипска редифска дивизија требало да нападне са бокова. Дунавска дивизија првог позива је била под великим притиском, али је око 10:00 пристигло појачање из Дунавске дивизије другог позива. Истовремено се Коњичка дивизија пребацила на леву обалу Пчиње и успорила напредовање турске војске ка Сртевици. Делови Дунавске дивизије другог позива су око 12:00 појачали одбрану Сртевице, чиме је дефинитивно заустављено напредовање турског десног крила.
На левом крилу турске армије много резервиста из Скопске редифске дивизије је дезертирало када су чули да је српска Трећа армија заузела Приштину и да маршира ка Скопљу, јер се ова дивизија попуњавала резервистима са територије Косова. И поред тога, Седми корпус је почео напад око 5:30. Моравска дивизија првог позива је кренула у противнапад у 6:00. Са доласком Тимочке дивизије другог позива из другог ешалона цело турско лево крило је натерано на повлачење.
Око 9:30, Дринска дивизија првог позива, која је у ствари била у центру распореда Прве армије, али је била нешто повучена у односу на Дунавску дивизију првог позива, почела је напад на турски центар. Око 11:00, Битољска редифска дивизија је почела да се повлачи. Командант Шестог корпуса је успео да последњим резервама привремено заустави српско напредовање, али је у контранападу Дринска дивизија првог позива, односно њен 6. пешадијски пук, заузела Зебрњак, кључ турских положаја. Тиме је на повлачење принуђена 17. низамска дивизија. Скопска и Битољска редифска дивизија су се већ раније повукле, тако да је битка одлучена. У 15:00, Моравска дивизија првог позива ушла је у Куманово.
Турске снаге су се повлачиле у нереду: Седми и делови Шестог корпуса ка Скопљу, а Пети и делови Шестог корпуса ка Штипу и Велесу. Српске снаге су пропустиле прилику да крену у прогон за њима.
Подвиг који је као пример лукавства обичног војника, остао забележен у уџбеницима на француским и руским војним академијама, помиње се подухват српског трубача Ахмеда Адемовића за који је добио орден Карађорђеву звезду са мачевима. Ахмед се ушуњао у позадину турске војске и одсвирао, по слуху, њихове трубне знаке за повлачење. Збуњена турска војска која је у том тренутку била у силовитом налету, почела је да се повлачи. Онда је опет, неопажен, прешао назад, међу српске трупе и одсвирао сигнал за јуриш. Његов подвиг је био један од кључних фактора за српску победу у овој бици. Ипак ово је само мит јер Моравска дивизија готово да није имала борбе током ове битке а Ахмед је припадао управо тој дивизији. Према том миту Ахмед Адемовић је одликован Карађорђевом звездом за тај подвиг иако је тај орден за војнике установљен тек 1915. када јесте добио то одликовање али за заслуге током рата са Аустроугарима 1914. и 1915. године.

## Исход
Турска Вардарска армија се борила по плану, али упркос томе, доживела је тежак пораз. Иако је Зеки-паша оперативно изненадио српску команду својим изненадним нападом, одлука да се нападне снажнији непријатељ била је озбиљна грешка која је одлучила исход битке. На другој страни, српска команда је почела битку без планова и припрема. Пропуштена је прилика да се крене за пораженим непријатељем и тако ефективно окончају операције у Вардарској Македонији, иако су постојале свеже трупе које су то могле да спроведу. Српска команда је још после битке била у уверењу да се борила са слабијим турским јединицама и да се главне непријатељске снаге налазе на Овче пољу.
И поред тога, Битка код Куманова била је одлучујући фактор у исходу рата у Македонији. Турски план да воде офанзивни рат је пропао, а Вардарска армија је натерана да напусти значајну територију. Уз то је изгубила велики број артиљеријских оруђа која није могла да надокнади јер су путеви снабдевања из Анатолије били пресечени.
Вардарска армија није успела да организује одбрану на реци Вардар, напустила је Скопље, и повукла се према Прилепу. Прва српска армија је полако напредовала ка Скопљу и ушла у град 26. октобра. Два дана касније ојачала ју је и Моравска дивизија другог позива, док је остатак Треће армије кренуо ка Метохији и преко северне Албаније ка обали Јадранског мора. Друга армија је послата да помогне Бугарима у опсади Једрена, док се Прва армија припремала за офанзиву ка Прилепу и Битољу.

## Занимљивости
Пошта Србије је 2013. године издала две маркице на тему Кумановске битке. На првој је мотив слике Паје Јовановића „Косовска вила”, док је на другој слика регента Александра Карађорђевића, војводе Радомира Путника и генерала Милоша Божановића. Обе маркице су уврштене у издање серијала маркица Српске историје.
Стрип едиција Никад робом је издала стрип „Јунаци са Куманова”, о бици на Куманову.

## Галерија
- Зебрњак-модел грађевине саграђене на месту где се одиграла битка
- Турци на позицијама током Кумановске битке
- Данашњи изглед споменика на Зебрњаку
- Српска батерија из борби са Турцима
- Турска војска
- Турска војска 1912
- Турска војска
- Заробљени турски официри
- Српски војник позира са заузетим турским наоружањем
- Битка на Куманову Богосав Војиновић
- Турски топови заплењени од стране српске војске код цркве код Куманова 1912.
- Српска војска у време Кумановске битке